# 藤原道雅
藤原道雅（日语：／ Fujiwara no Michimasa */?，992年—1054年8月25日）是日本平安時代中期的公卿和歌人，官位是從三位左京大夫，亦是中古三十六歌仙和《百人一首》歌人之一，有7首作品收錄於敕撰和歌集內，藤原北家中關白家出身，父親是正二位內大臣藤原伊周，其女是同為中古三十六歌仙之一的上東門院中將。

## 生平
道雅生於正曆3年（992年），幼名松君，他在長保6年正月5日（1004年1月29日）叙爵為從五位下（中宮御給）。寬弘2年正月4日（1005年2月15日），按《小右記》記載，他在當晚元服，由藤原隆家加冠，藤原賴親負責理髮，藤原道長則贈馬慶賀，同年正月21日（3月4日），他出任侍從，翌年正月28日（1006年2月28日）就任右兵衛權佐。按《御堂關白記》和《權記》記載，他在同年7月30日（8月26日）獲准使用禁色。寬弘4年正月16日（1007年2月6日），他獲任命為五位藏人，翌年正月7日（1008年2月16日）升從五位上，按《御堂關白記》記載，他在同月28日（1008年3月8日）就任右近衛少將，同年12月升正五位下（冷泉院御給）。寬弘6年正月7日（1009年2月4日），他升為從四位下（一品內親王御給），兩年後的6月30日（1011年7月16日）就任春宮權亮。
長和2年正月7日（1013年2月19日），道雅升為從四位上（東宮御給），同年4月10日（5月22日），他趁織部司文師小野為明前往弘徽殿參見皇后藤原娍子時，派遣其下屬的小舍人去把為明抓回到自己的住處，然後親自抓其頭髮，並且讓眾人對連打帶踩，將其打至重傷，連液體也喝不下去。由於為明是敦明親王的雜色長，因此親王上奏此事，道雅因此遭到源賴國問罪，又被橘義通審問，道雅也直認不諱，最終謹慎收場。按《近衛府補任》記載，他在兩年後的2月18日（1015年3月11日）就任為左近衛中將。長和5年正月29日（1016年3月10日），三條天皇讓位予後一條天皇後，道雅離任春宮權亮，改補任為藏人頭，同年2月7日（3月18日）憑籍他過去擔任春宮權亮時的功勞而獲擢升至從三位。按《御堂關白記》記載，在長和6年4月10日（1017年5月8日）傳出道雅與當子內親王私通的謠言，三條院因此派藤原通任查明原委，通任認為此事甚為奇怪，質疑是否屬實，寬仁元年11月30日（1017年12月20日），按《小右記》記載兩人確為私通關係，道雅更因此遭到三條院敕勘，當子內親王則因為身患重病而出家，《榮花物語》則記載是由於與道雅傳出緋聞，故當子才選擇出家，除此之外《大鏡》亦提到出家原因還有三條院身患重病，同時亦記載道雅之妻拋夫棄子逃走，並且以大和宣旨名義出仕於皇太后藤原妍子，後來改嫁給藤原義忠，井上宗雄認為道雅與當子內親王一事是導致其妻離家出走的契機。治安4年4月26日（1024年6月5日），他兼任伊予權守。
按《小右記》記載，花山院之女在萬壽元年12月6日（1025年1月8日）死在街邊，屍體遭到野狗啃噬，檢非違使平時通在翌年3月16日（1025年4月16日）抓拿了疑犯法師隆範，同年7月25日（8月21日）在拷問下他供出主謀是道雅，藤原道長和藤原賴通都為之震驚，然而三天後卻有一強盜的首領前來投案。萬壽3年4月27日（1026年），道雅被貶為右京權大夫，翌年7月19日（1027年8月23日），他前往帶刀長高階順業住處進行賭博，期間與順業的乳父惟宗兼任發生拉扯，導致道雅的狩衣的衣袖被扯破，引來不少路人圍觀，《日本紀略》則記載道雅在贏了之後準備回家之際，順業命其子剪斷道雅的車繩，從而引來群眾圍觀。寬德2年10月23日（1045年12月4日），他出任左京大夫，在天喜2年7月10日（1054年8月15日）出家，並且於同年7月20日（8月25日）死去，享年62歲或63歲。

## 和歌
- 《小倉百人一首》
左京大夫道雅
菱川師宣繪本
- 《小倉擬百人一首》
左京大夫道雅 小萬
歌川廣重的浮世繪
- 《百人一首內 左京大夫道雅》
歌川國芳的浮世繪

道雅總共有7首和歌收錄於敕撰和歌集，其中有5首均是與當子內親王有關，《袋草紙》認為他雖然不算是歌仙，但是與齋宮（當子內親王）之間的作品大多都很出色。此外，按《家經朝臣集》記載，他在寬德元年（1044年）夏天於其在八條的山莊舉行歌會，另外按《類聚歌合二十卷本》等記載，他在永承2年（1047年）亦於山莊舉行了左京大夫歌合（又稱左京大夫八條山莊障子和歌合），邀請了藤原家經、藤原兼房、藤原範永、藤原經衡和源賴家等人參加，晚年他自己也歸隱山莊的同時，也讓中層的受領歌人在其山莊內進行交流。另外，位於宮城縣大崎市古川七日町的緒絕橋建有道雅以此地為歌枕所創作的和歌的歌碑。
《百人一首》的入選作是：
| 《新編國歌大觀》版本 | 全日本歌牌協會版本 | 嵯峨嵐山文華館版本 | 中譯                                        |
| -------------------- | ------------------ | ------------------ | ------------------------------------------- |
|                      |                    |                    | 至此勞空候 無須傳消息 一言斷痴念 也勝苦相思 |

這首和歌收錄於《後拾遺和歌集》卷第十三「戀三」，《新編國歌大觀》編號是750，詞書是「秘密前往伊勢齋宮的住處一事東窗事發，天皇因此派女房前往監視，導致兩人無法相見之時之作」（伊勢の斎宮わたりよりのぼりてはべりけるひとにしのびてかよひけることを、おほやけもきこしめしてまもりめなどつけさせたまひてしのびにもかよはずなりにければよみはべりける）。此歌及其詞書是藤原敦忠收錄於《後撰和歌集》的作品的本歌取（《新編國歌大觀》編號961），詞書在反映《伊勢物語》的世界的同時，也表達了道雅與當子內親王之間的事情。當時道雅與年約16歲剛退任齋宮的當子內親王私通一事東窗事發，當子內親王之父三條院得知後怒不可遏，對道雅下達敕勘，自此其官途受阻，在不受重用的情況下度過餘生，當子內親王也選擇出家，不久後香消玉殞。同樣以私通為題材的《百人一首》入選作另有元良親王以及藤原敦忠的作品，道雅在此歌以敦忠的作品為本歌取，必然地反映了在原業平的世界觀，讓哀愁感更上一層樓，實際上藤原定家將連續四首有關私通的作品採錄至《八代抄》的同時，也將《伊勢物語》的收錄歌混入其中（《新編國歌大觀》編號1109），從而同化道雅與業平，而此歌本身也同時收錄於《八代集秀逸》以及《五代簡要》。此外，道雅與當子內親王之間的故事也是東京電視台動畫《超譯百人一首戀歌》第12集的主題之一，分別由木內秀信和花澤香菜聲演。
首句的意思是事到如今，據詞書推測是指與前齋宮的戀情被人阻止的此刻，是表示強調以及限制的係助詞，是連繫句末的副詞。第二句的意思是放棄，是下二段活用的複合動詞的連用形，是表示結束的助動詞的未然形，是表示意志的助動詞的終止形。第三句的意思是僅僅如此，是表示引用第二句的格助詞，是表元限制的副助詞，與首句的文脈相同，有至少的意思。第四句的意思是不假手於人、直接，由於當時男女未婚的話必須找人傳話才可以溝通，直接對話要直至結婚之後才可以，這對於戀情受阻的兩人來說找人傳話本身也是遙不可及的夢想，其中的意思是拜託別人，是表示斷定的助動詞的未然形，是表示否定的接續助詞。末句的意思是如果有能夠傳達的方法就好了，其中是方法，表示祈求的終助詞，同時有感嘆的意思。

### 註解
1. ↑  按《中古歌仙三十六人傳》記載，他是在同年28日出任左近衛少將[2]。
2. ↑  按《中古歌仙三十六人傳》記載，他是在2月兼任右近衛少將[2]。
3. ↑  詞書是指該和歌的主題和寫作動機等相關事宜[25]。